# Pinus durangensis
Pinus durangensis är en tallväxtart som beskrevs av Maximino Martinez. Pinus durangensis ingår i släktet tallar, och familjen tallväxter. IUCN kategoriserar arten globalt som livskraftig. Inga underarter finns listade i Catalogue of Life.

## Bildgalleri

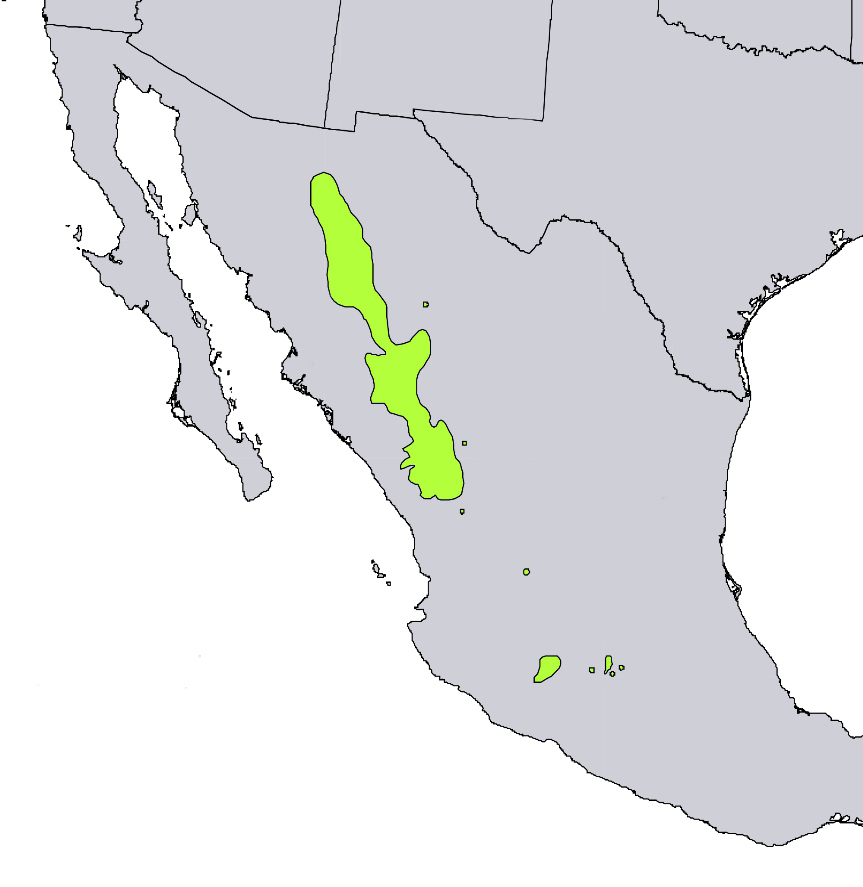